# La Couronne d'herbe
La Couronne d'herbe (The Grass Crown) est un roman de Colleen McCullough publié en 1991. Il a été publié en français aux Éditions Belfond en 1992. Il est la suite de L'Amour et le Pouvoir, un roman écrit par le même auteur en 1990. Sa suite est Le Favori des dieux.
Il s'agit du second roman de la fresque historique Les Maîtres de Rome.

## Résumé
Une paix relative de dix années suit la victoire de Marius sur les Cimbres et les Teutons. Marius et Sylla commencent à se séparer. En 98 av. J.-C., Marius fait un voyage de trois ans en Asie Mineure où il rencontre entre autres le roi du Pont, Mithridate VI, et le menace du joug romain s'il s'en prend à ses voisins. Sylla tente de se faire élire comme préteur mais il est défait. Il passe quelques années en Espagne où il fait la guerre contre certaines tribus en révolte. Revenu à Rome, il est finalement élu préteur puis devient gouverneur de Cilicie. Comme Marius, il rend visite à Mithridate et le menace d'une guerre s'il ne reste pas dans son royaume.
En 91 av. J.-C., Marcus Livius Drusus devient tribun de la plèbe et dépose une loi accordant la citoyenneté romaine à tous les hommes libres d'Italie. Il faut dire que les Italiques la demandaient depuis longtemps et menaçaient de faire la guerre s'ils ne l'avaient pas. Drusus convainc plusieurs sénateurs et non des moindres mais, au moment où sa loi va être adoptée, il est assassiné.
Les Italiques n'ont plus le choix et déclarent la guerre à Rome: c'est la Guerre sociale. Elle commence par une série de défaites pour Rome mais Marius prend le contrôle des armées du nord et Sylla celles du sud. Marius bat les Marses mais doit être évacué à la suite d'un AVC. Quant à Sylla, il écrase les Samnites près de Nola, et ses légionnaires lui offrent la couronne d'herbe, que l'on donne à un général lorsqu'il a sauvé son armée d'une mort certaine. Pendant ce temps, le sénat a finalement décidé de donner la citoyenneté à tous les Italiques. Le rêve de Drusus est réalisé.
En 88 av. J.-C., Sylla est finalement consul. Cette même année, le roi Mithridate profite de ce que les Romains sont occupés avec les Italiques pour envahir la province d'Asie et la Grèce. 80 000 Romains sont massacrés. Le Sénat donne à Sylla la conduite de la guerre malgré les protestations de Marius. Celui-ci fait casser la décision par l'Assemblée plébéienne. Marius, qui obtient le commandement, est maintenant obnubilé par une ancienne prophétie qui lui apprenait qu'il obtiendrait un septième consulat et que son neveu César deviendrait le plus grand de tous les Romains.
Sylla, lui, est décidé à ne pas se laisser faire. Il marche sur Rome à la tête de ses légions - une première depuis les débuts de Rome et bat facilement les troupes désorganisées de Marius qui est obligé de fuir. Il fait déclarer Marius hors-la-loi, reprend le commandement des légions contre Mithridate et part pour la Grèce en menaçant ses adversaires restés à Rome si par hasard ils s'en prenaient à lui.
Pendant ce temps, Marius ne chôme pas. Après s'être enfui non sans mal d'Italie, il se réfugie en Afrique et y embauche une armée d'esclaves et d'affranchis. Il rentre en Italie avec elle et s'empare de Rome où il se fait élire consul pour la septième fois. Et, pour s'assurer que le jeune César ne devienne pas un plus grand homme que lui, il le nomme flamen Dialis, ce qui l'empêche à tout jamais d'accéder au cursus honorum et au pouvoir politique romain. Un autre AVC emporte Marius quelques jours plus tard.

## Les principaux personnages
- Caius Marius : consul six fois, mais il lui a été prédit qu'il serait consul une septième fois et il y croit dur comme fer.
- Lucius Cornelius Sylla : beau-frère de Marius. Ambitieux personnage qui veut gravir les échelons de l'État.
- Quintus Servilius Caepio : époux de Livia Drusa.
- Servilia Caepionis : sœur du précédent. Épouse de Marcus Livius Drusus.
- Caius Julius César : époux d'Aurelia. Père de Jules César.
- Aurelia : femme du précédent. Mère de Jules César.
- Jules César : enfant des précédents.
- Marcus Tullius Cicéron : jeune prodige originaire d'Arpinum qui fait parler de lui à Rome.
- Pompée : fils du consul Pompée Strabo.
- Marcus Livius Drusus : époux de Servilia Caepionis.
- Livia Drusa : sœur du précédent. Épouse de Quintus Servilius Caepio.
- Quintus Caecilius Metellus Pius dit le Goret : ami de Sylla.
- Publius Rutilius Rufus : oncle d'Aurelia. Ami de Marius et de Sylla.
- Marcus Aemilius Scaurus : princeps senatus.
- Lucius Cornelius Cinna : consul en même temps que Marius. Il est son complice.
- Lucius Decumius : vit à Subura, un quartier pauvre de Rome où il fait un peu la pluie et le beau temps. Ami d'Aurelia et de Jules César.

## Édition française
- Colleen McCullough. La Couronne d'herbe. Éditions Belfond. 1992. 654 p.